# Echeveria nuda
Echeveria nuda är en fetbladsväxtart som beskrevs av John Lindley. Echeveria nuda ingår i släktet Echeveria och familjen fetbladsväxter. Inga underarter finns listade i Catalogue of Life.

## Bildgalleri

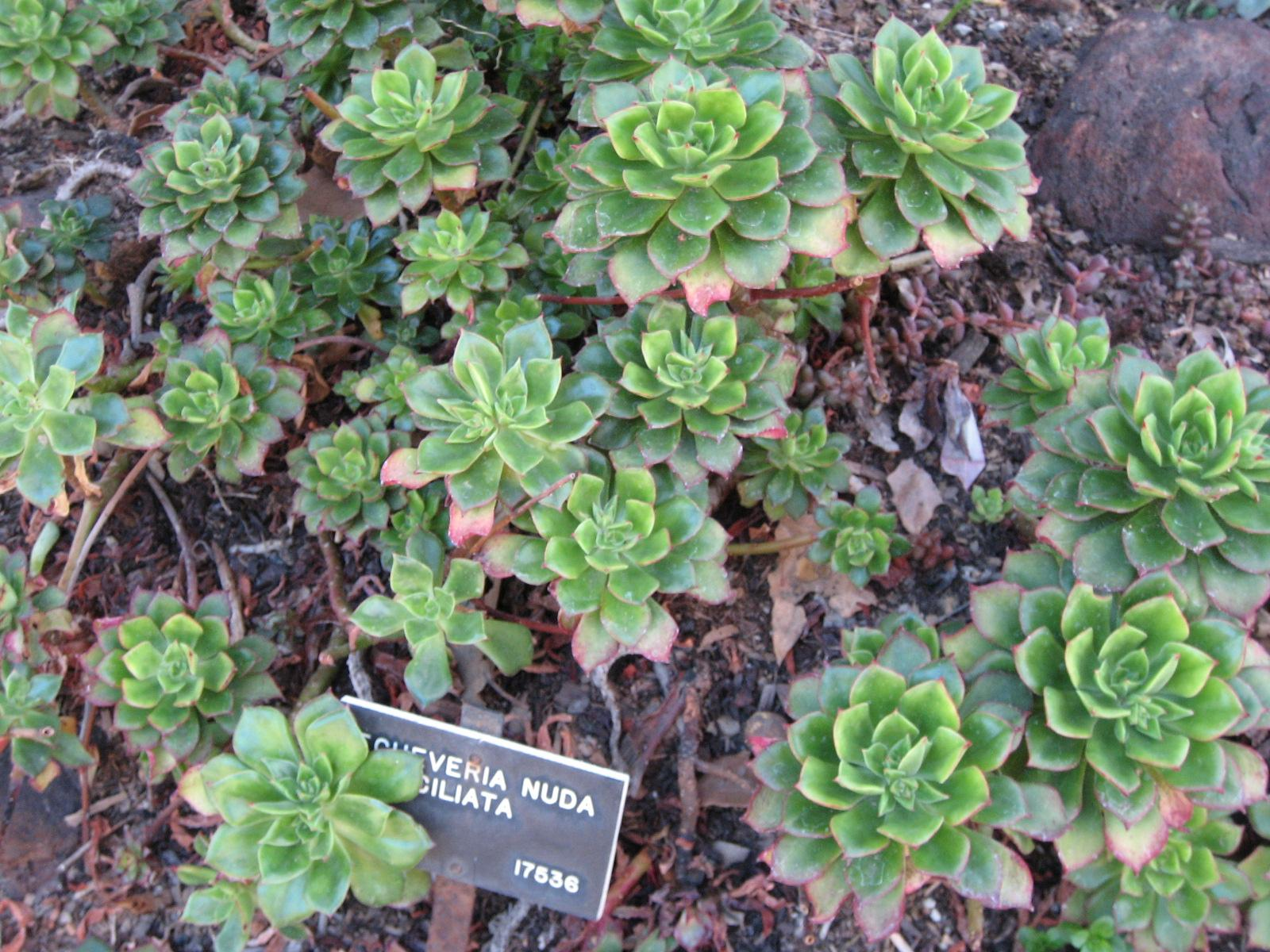